# ليون شتوكيل

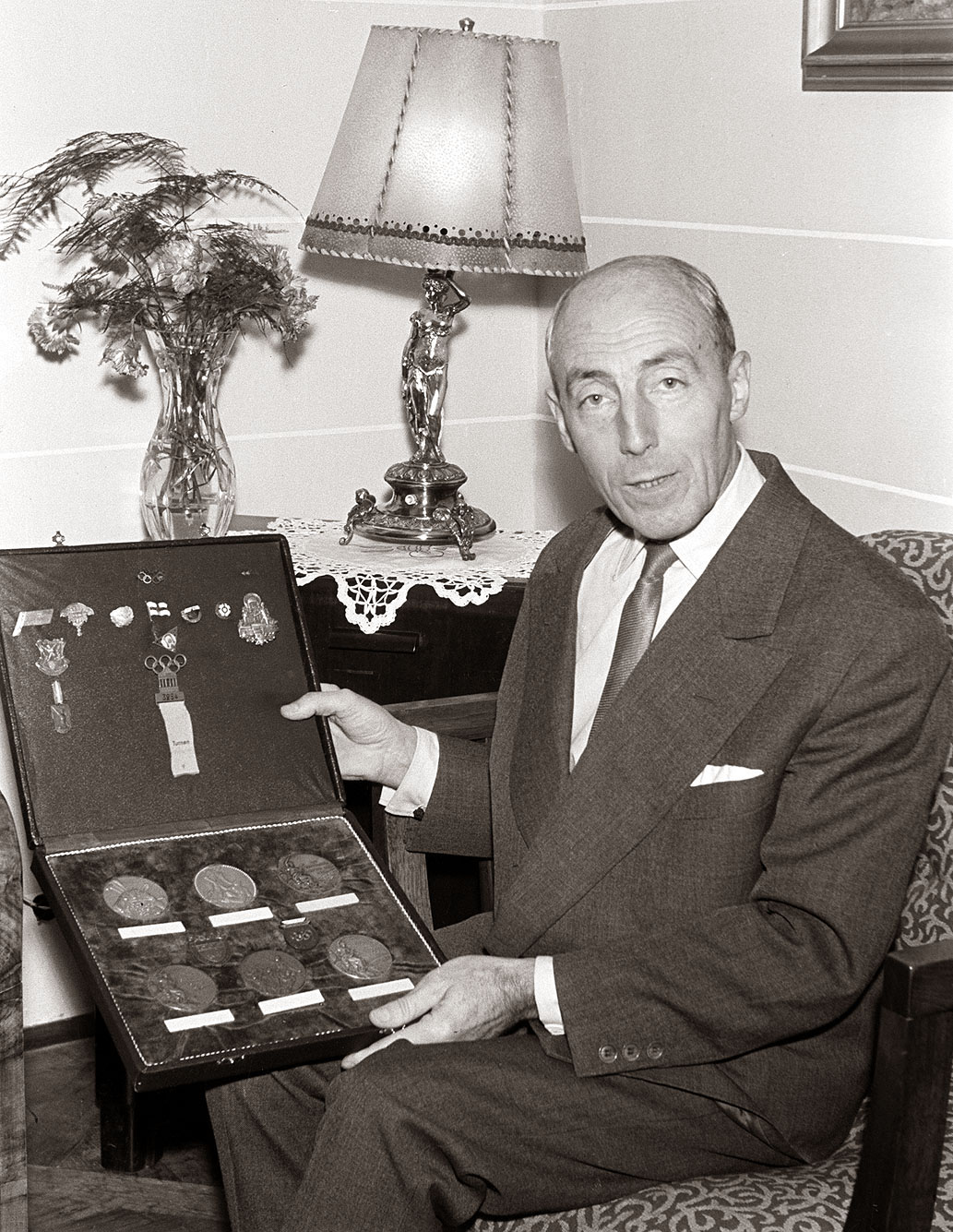
ليون شتوكيل.

ليون شتوكيل (Leon Štukelj) هو لاعب أولمبي لرياضة الجمباز من يوغسلافيا. شارك في الأولمبياد الصيفي في 1924–1936، وفاز بما مجموعه 6 ميداليات.

## الميداليات
| ذهب | فضة | برونز | المجموع |
| 3   | 1   | 2     | 6       |

## روابط خارجية
- ليون شتوكيل على موقع الاتحاد الدولي للجمباز (licence) (الإنجليزية)
- ليون شتوكيل على موقع الاتحاد الدولي للجمباز (biography) (الإنجليزية)
- ليون شتوكيل على موقع اللجنة الأولمبية الدولية (الإنجليزية)
- ليون شتوكيل على موقع أوليمبيديا (الإنجليزية)